# Nguyễn Quang Hùng
Nguyễn Quang Hùng là Thiếu tướng Công an nhân dân Việt Nam. Ông hiện giữ chức vụ Phó Tư lệnh Bộ Tư lệnh Cảnh vệ, Bộ Công an.

## Xuất thân
Cha ông là Thiếu tướng Nguyễn Quang Phòng, nguyên Phó Tổng cục trưởng Tổng cục An ninh, Bộ Công an.

## Tiểu sử
Tháng 10 năm 2012, Nguyễn Quang Hùng là Đại tá, Phó Cục trưởng Cục An ninh – Chính trị nội bộ (A83) Bộ Công an.
Năm 2015, ông được thăng quân hàm Thiếu tướng.
Từ tháng 1 năm 2015 đến tháng 7 năm 2019, ông là Thiếu tướng, Phó Tư lệnh Bộ Tư lệnh Cảnh vệ, Bộ Công an.